# Genii Capital
Genii Capital és una empresa d'inversió amb seu a Luxemburg, propietària de l'equip Lotus de F1 des de 2010 (en aquell moment conegut com a Renault).

## Fórmula 1
El 16 de desembre de 2009, es va anunciar que l'empresa compraria el 75% per cent de les accions de l'equip Renault F1, de la F1. Gérard Lopez és el membre del consell clau en l'empresa. Un any més tard, el 8 de desembre de 2010, Renault i Genii Capital arriben a un acord per adquirir el 25% de l'equip que li quedava en propietat a la marca francesa, per la qual cosa la marca Renault desapareixia de nou com a constructora del mundial de Fórmula 1 i passava a ser només subministradora de motors. Posteriorment es va arribar a un acord amb Proton (propietària de Lotus Cars) per a temes de patrocini, i l'equip va canviar de nom a Lotus Renault, qui per exemple, va competir la temporada 2011 amb els mítics colors negre i or.
L'escuderia també és la patrocinadora principal de l'escuderia txeca Charouz Racing que competeix en campionats com la Fórmula Renault 3.5.